# Turnhout
Turnhout je belgické město a správní centrum jednoho z okresů (arrondissementů) ve vlámské provincii Antverpy. Je hlavním městem oblasti Kempen.
Město leží 42 km od centra Antverp, 30 km od Bredy a Tilburgu a 40 km od Eindhovenu. Žije zde přibližně 44 tisíc obyvatel.
Turnhout je významným ekonomickým a kulturním centrem ve své oblasti.
Od 19. století se zde rozvíjí grafický průmysl a dnes je město celosvětovým centrem výroby hracích karet (firma Cartamundi vyprodukuje okolo 600 000 balíčků karet denně). Důležitý je i sektor služeb – město má 2 nemocnice, přes 40 škol, divadlo se dvěma jevišti a kino s osmi plátny.
Působí zde fotbalový klub KV Turnhout. Díky dálnici E34 je Turnhout dobře přístupný automobilovou dopravou.

## Historie
Turnhout vznikl na křižovatce dvou důležitých obchodních cest v blízkosti loveckého zámečku brabantských vévodů, který pravděpodobně existoval již roku 1110 nebo dříve.
Loveckou minulost stále odráží městský znak.
Přibližně roku 1212 brabantský vévoda Jindřich I. povýšil Turnhout na svobodné město.
Roku 1338 bylo městu uděleno výsadní právo pořádat sobotní trhy a tato tradice se dodržuje dodnes.
Podle výpovědi jednoho cestovatele z roku 1466 mělo město dobře postavené domy, dlážděné cesty a pět kostelů.
V pozdním středověku byl Turnhout vyhlášený tkaním lůžkovin a obchodem se lněnými tkaninami a do 16. století se stal bohatým centrem obchodu.
Konec 16. století však přinesl válku, náboženské nepokoje, požáry a epidemie.
Kvůli inkvizici a pronásledování byli mnozí obyvatelé nuceni uprchnout do Nizozemska.
Poté Turnhout prožíval střídavě příznivá a nepříznivá období.
Město a jeho okolí se mnohokrát staly místem střetů armád a dvě velké bitvy, které se odehrály v letech 1597 a 1789, se označují jako bitva u Turnhoutu.
Roku 1830 získala Belgie nezávislost a Turnhout se ocitl těsně na jih od nové hranice s Nizozemskem.
Během období míru v letech 1831–1914 došlo k vykopání kanálu (1846) a vybudování železnice (1855).

## Kultura

### Architektura
- Zámek brabantských vévodů z 12. století,
- gotický kostel sv. Petra,[5]
- dvůr bekyní (Begijnhof) ze 13. století, zapsaný roku 1998 do Seznamu světového dědictví UNESCO,
- gotická kaple sv. Teobalda ze 14. století,
- neogotická nádražní budova z 19. století.

### Muzea
- Taxandriamuseum (muzeum Taxandrie), sídlící v prestižním renesančním domě, se zaměřuje na historii a lidovou kulturu oblasti Kempen (antičtí Římané označovali oblast Kempen názvem Taxandria).
- Speelkaartenmuseum (muzeum hracích karet) bylo otevřené v roce 1969 a sídlí ve staré tovární budově.[6]

### Festivaly
- Komiksový festival Strip Turnhout, konaný dvakrát ročně, je nejstarším komiksovým festivalem ve Vlámsku a patří i k největším.
- Ve městě se každoročně pořádá filmový festival Open Doek.

## Sport
Ve městě sídlí fotbalový klub KV Turnhout.

## Družba
- Hammelburg (Německo)
- Gödöllő (Maďarsko)
- Chan-čung (Čínská lidová republika)

## Demografický vývoj

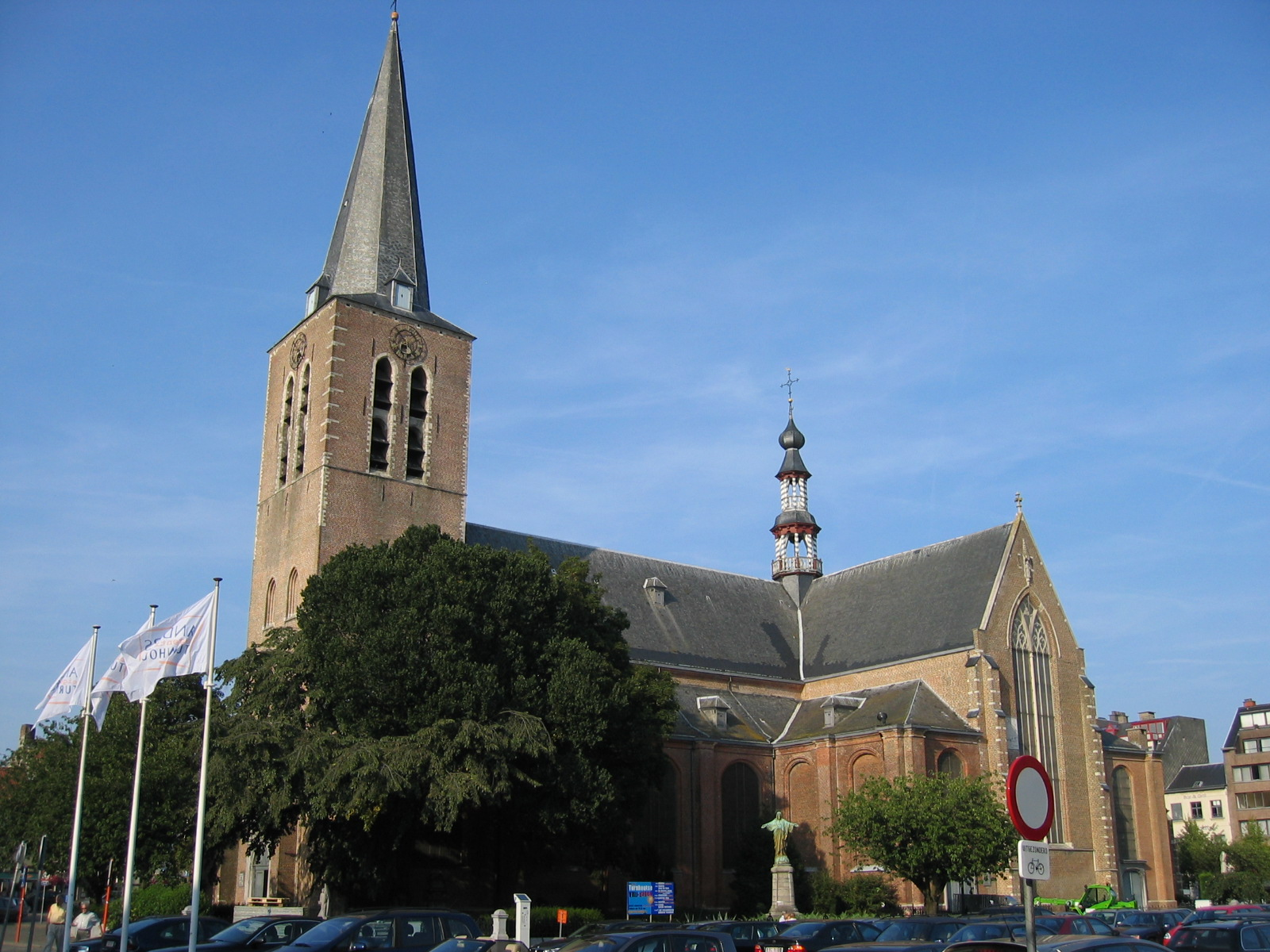
Gotický kostel sv. Petra

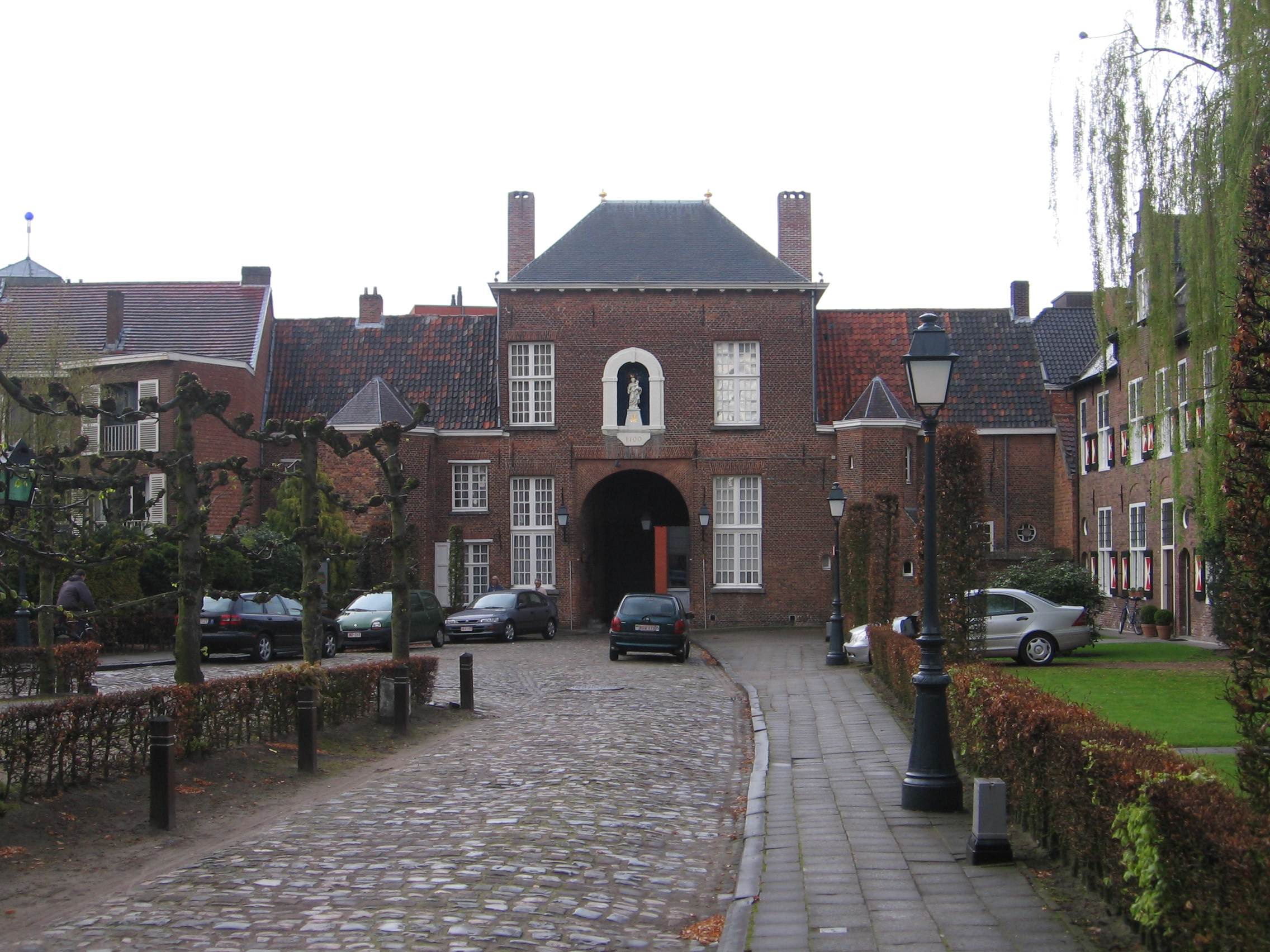
Dvůr bekyní (Begijnhof) v Turnhoutu

- Zdroj: NIS. Poznámka: údaje z let 1806 až 1970 včetně jsou výsledky sčítání lidu z 31. prosince;
od roku 1977 se uvedený počet obyvatel vztahuje k 1. lednu